# 史家胡同基督徒会堂
史家胡同基督徒会堂是王明道在中國北京建立的基督教新教聚会场所，从1933年开始设立基督教聚会，於1937年在东城史家胡同42至43号建成基督徒会堂。史家胡同的基督徒会堂规模始终不大，受浸者並不多。1955年8月7日，在肃反运动中，王明道夫妇以「反革命分子」罪名被拘捕，史家胡同基督徒会堂也遭充公。